# دوار النيلو
دوار النيلو هي منطقة تابعة لمدينة عين ولمان ولاية سطيف
وسميت بهذا الاسم لاشتهار أهلها بصناعة البلاستيك (النيلو باللهجة العامية).
```
ومازال مجموعة قليلة من سكانه يعملون بهذه الحرفة.
```